# Réminiac
Réminiac (tiếng Breton: Ruvenieg) là một xã ở tỉnh Morbihan trong vùng Bretagne tây bắc Pháp. Xã này có diện tích 12,15 km², dân số năm 1999 là 353 người. Khu vực này có độ cao từ 45-124 mét trên mực nước biển.
Cư dân của Réminiac danh xưng trong tiếng Pháp là Réminiacois.